# Bonaventura
Bonaventura (Giovanni Fidanza di Bonaventura), född cirka 1217/1221 i Bagnoregio i närheten av Viterbo, död 15 juli 1274 under Andra Lyonkonciliet, franciskanmunk, kardinal, teolog, filosof, sedermera erkänd av Katolska kyrkan som kyrkolärare och helgon. Han var en av de stora skolastikerna, om än inte så påverkad av Aristoteles som Thomas av Aquino och Albertus Magnus.

## Biografi
Bonaventura föddes omkring 1220 i Bagnoregio i Kyrkostaten. Han inträdde, troligen 1238, i franciskanorden, och gjorde sig där snart bemärkt genom sin glödande iver såväl i studier som i religiöst asketiska strävanden. Omkring 1242 sändes han till Paris, och studerade där flera år, särskilt under sin ordens dittills mest berömde lärare, Alexander Halesius. Han utnämndes 1257 till franciskanordens general. 
Det var en kritisk tid för orden, som upprevs av häftiga strider mellan en mildare och en strängare riktning angående tillämpningen av budet om den frivilliga fattigdomen. Bonaventura intog i denna strid en medlande ställning och vann genom det kraftiga sätt, varpå han ingrep mot ytterligheter på båda hållen, stort kyrkligt anseende och inflytande. År 1273 utnämndes han till kardinal och biskop av Albano. Året därpå, 1274, deltog han på påvens uppdrag i det grekisk-romerska unionskonsiliet i Lyon och höll där ett verkningsfullt tal, men avled samma år.

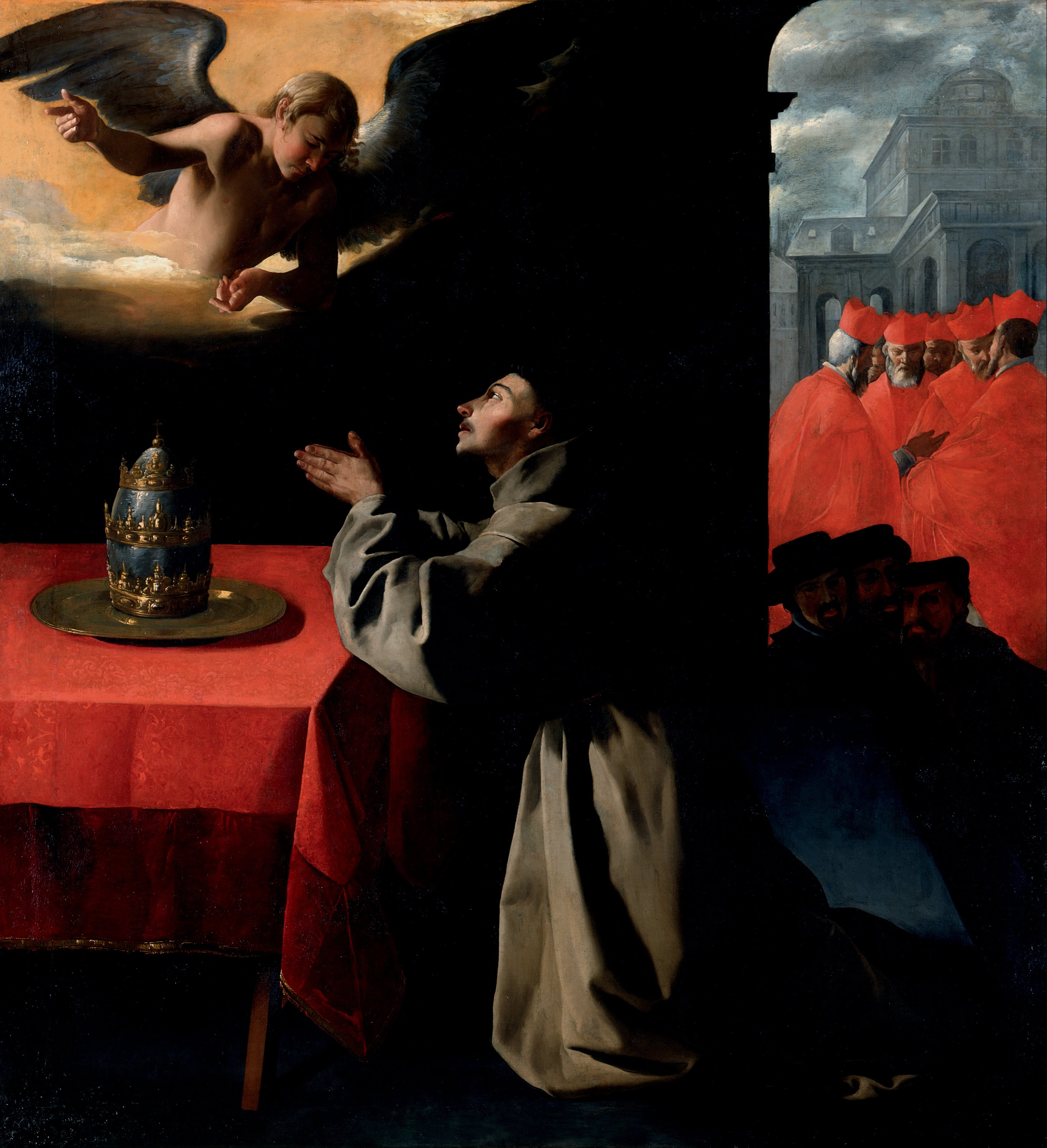
Oljemålning av Francisco de Zurbarán 1640–1650.

Bonaventura är till sin person, liksom många andra av medeltidens förnämsta teologer, ett bevis på hur långt från sanningen det är att påstå att skolastiken och mystiken skulle utgöra varandras uteslutande motsatser. Sällan har de dock varit så förenade som hos honom. Just häri, mera än i någon större originalitet eller systematisk kraft, ligger hans teologiska betydelse. Av det skolastiska systemet har han i Centiloquium och Breviloquium givit två värdefulla sammanfattningar, och på mystikens metoder ha särskilt hans skrifter Itinerarius mentis ad Deum och Soliloquium varit av stort inflytande. 
Bonaventura helgonförklarades år 1482.

## Teologi och filosofi
Bonaventura tog delvis avstånd från Platons idélära, men utgick från densamma i sin åskådning; han var samtidigt starkt influerad av aristoteliska tankegångar. Till skillnad från Platon menade Bonaventura att värdena kom från Gud, och att idéerna var inlärda. Naturen såg han som en återspegling av Gud, men som hans fullkomlighet i olika grad kunde manifesteras i; människans uppgift var att dechiffrera naturen för att förstå Guds mening och ordning. 
Att människan var skapad till Guds avbild tolkade inte Bonaventura som om avbilden var en fysisk eller visuell sådan, utan det var i själen som likheten fanns. Via tron och nåden borde människan söka moralen och kunskapen för att få förlåtelse för syndafallet och närma sig Gud. Den som i högst grad är avbildad som Guds är enligt Bonaventura Kristus. I människans vandring mot Gud måste hon förstå att hon måste bli lik Kristus, vilket sker först genom skapelsen och sedan i dopet. Kristus hade kommit till världen för att bli den himlastege som Adam brutit sönder med sin synd.
Bonaventura hade ett uttalat känslomässigt och mystiskt drag i sin åskådning, där han var under påverkan av Augustinus och dennes illuminationsteori. Bonaventura menade att vandringen mot Gud började med det medfödda förnuftet, och att dess fullkomlighet skedde i kraft av Guds ljus, i bönen. Dess högsta form var den mystiska upplevelsen av insikt i Guds väsen. I detta anslöt han sig även till Franciskus av Assisi och Plotinos.
Teologin var för Bonaventura filosofins avslutning. Människan kan inte enligt Bonaventura förstå tingen om hon inte ser dem som exemplar av Gud, och med Guds hjälp förstår att värdera dem rätt.